# Non mi riconosco
Non mi riconosco è un singolo del produttore italiano Mace, pubblicato il 23 febbraio 2024 come primo estratto dal terzo album in studio Māyā.

## Descrizione
Il brano ha visto le partecipazioni vocali del cantautore Centomilacarie e del rapper Salmo, il secondo dei quali già collaboratore di Mace al singolo La canzone nostra. Il testo affronta il non riconoscersi più, del sentirsi diversi da ciò che si era in passato.

## Video musicale
Il video, diffuso nel medesimo giorno, mostra un bambino soldato che fugge.

## Tracce
1. Non mi riconosco (feat. Centomilacarie, Salmo) – 3:36

## Formazione
- Mace – produzione, sintetizzatore modulare, programmazione
- Benjamin Ventura – pianoforte
- Rabbo Scogna – chitarra
- Danny Bronzini – feedback
- Centomilacarie – pianoforte, voce
- Salmo – basso, chitarra acustica, voce
- Rares – programmazione aggiuntiva
- Andrea Suriani – missaggio, mastering

## Riconoscimenti
- Videoclip Italia Awards
  - 2025 – Candidatura al migliore videoclip pop[3]
  - 2025 – Candidatura alla migliore fotografia
  - 2025 – Candidatura al migliore color granding